# أحمد التركي
أحمد التركي (مايو 1994) هو لاعب كرة قدم سعودي من القصيم، السعودية.
لعب سابقاً في نادي التعاون ونادي الطائي ونادي الصقر.

## روابط خارجية
- أحمد التركي على موقع قاعدة بيانات كرة القدم.إي يو (الإنجليزية)
- أحمد التركي على موقع Soccerway.com (الإنجليزية)